# Цимбопогон
Цимбопо́гон (лат. Cymbopogon) — род растений семейства злаки, состоящий примерно из 55 видов, изначально произраставших в тёплых и тропических регионах Старого Света. Высокое многолетнее травянистое растение. Некоторые виды (особенно Cymbopogon citratus) обычно культивируются как кулинарные и лекарственные травы из-за их запаха, напоминающего запах лимонов. Отдельные виды или группы видов этого рода известны под названиями «лимонное сорго», «лимонный злак», «лимонная трава», «цитронелла», «лемонграсс», «челнобородник». Название «цимбопогон» происходит от греческих слов kymbe (κύμβη, «лодка») и pogon (πώγων, «борода»). Название дано за то, что форма листьев напоминает брызги воды плывущей лодки.

## Культивация и применение
Лимонное сорго широко используется в качестве приправы в азиатской и карибской кулинариях. Оно обладает цитрусовым ароматом, может быть высушено, смолото, может использоваться свежим. Стебель, за исключением мягкой сердцевины, слишком жесткий, чтобы его есть. Однако он может быть тонко порезан для добавления в блюдо. Также его можно размять и добавить целиком, так как в этом случае вместе с соком из стеблей хорошо высвобождаются ароматические масла. Основной компонент лимонного сорго — цитраль.

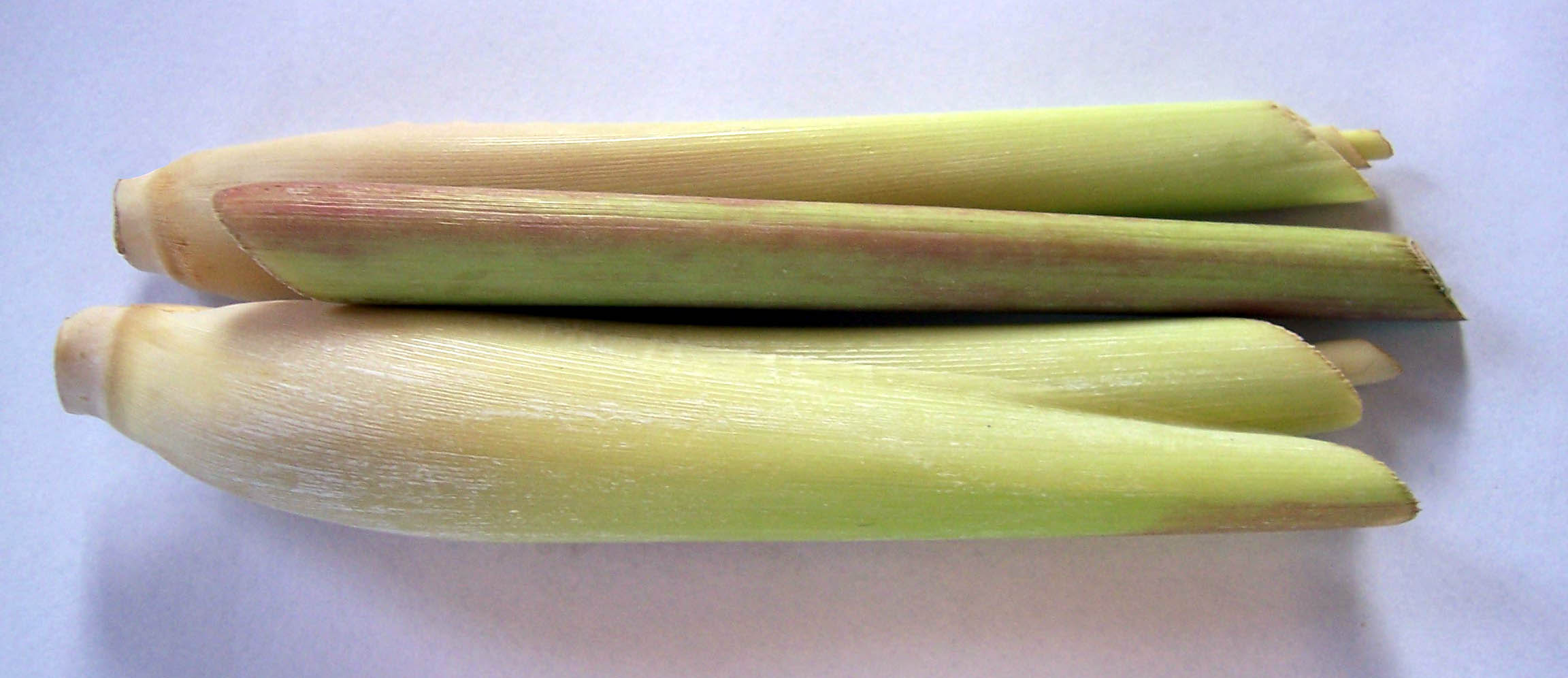
Готовый к употреблению цимбопогон

Данное растение обычно используется в чаях, супах и карри. Также подходит к птице, рыбе и морепродуктам. Часто используется как чай в Африке.
Восточно-индийское лимонное сорго (Cymbopogon flexuosus), также называемое кохинхинкской или малабарской травой, происходит из Камбоджи, Индии, Шри-Ланки, Бирмы и Таиланда, тогда как Западно-индийское лимонное сорго (Cymbopogon citratus), как предполагается, родом из Малайзии. Несмотря на то, что оба этих вида взаимозаменяемы, Cymbopogon citratus больше подходит для готовки. В Индии Cymbopogon citratus также используют в медицинских целях и в парфюмерии. Из этих растений получают эфирное (лемонграссовое) масло.
Cymbopogon citratus употребляется в качестве чая от тревожного расстройства в бразильской народной медицине, но исследование на людях не нашло влияния. В одном случае чай вызвал рецидив контактного дерматита.
Цитронелла (Cymbopogon nardus и Cymbopogon winterianus) подобна вышеуказанным видам, но растёт до 2 метров и имеет черешки красного цвета. Эти виды применяются в производстве эфирного масла, которое используется в мыле, в качестве противомоскитного средства в спреях и свечах, и для ароматерапии, которая популярна в Индонезии. Основные химические компоненты этого масла — гераниол и цитронеллол, которые являются антисептиками, и поэтому используются в домашних средствах для дезинфекции и в мыле. Кроме производства масла, цитронелла также используется в кулинарных целях, например, в качестве чая.
Пальмароза, или Верблюжье сено (Cymbopogon martinii) — ещё один вид, используемый в парфюмерии. Это многолетняя трава, растущая дерновинами, которая достигает 150 см в высоту, имеет тонкие листья и более мелкие, в сравнении с вышеназванными видами, черешки. Листья и верхушки цветов содержат сладко пахнущее масло, используемое для производства гераниола. Кроме того, из этого растения путём дистилляции производят одноимённое масло, которое ценится в ароматерапии за его якобы успокаивающий эффект, помогающий преодолеть нервное напряжение и стресс.

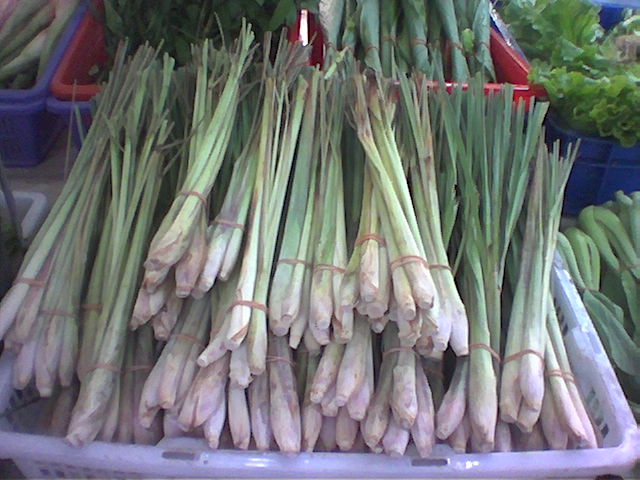
Лимонное сорго на рынке

В России цимбопогон цветёт только на Черноморском побережье Кавказа в районе Сочи. Также произрастает на южном побережье Крыма и в Абхазии. Возможно выращивание в качестве декоративного растения.
Лемонграсс является основным ингредиентом масла ван ван, одного из самых популярных масел в обряде вызова духа. Он используется в обрядах худу чтобы защитить от зла, духовно очистить дом и принести удачу в любовных отношениях.

## Виды
По информации базы данных The Plant List, род включает 52 вида:
- Cymbopogon ambiguus (Hack.) A.Camus
- Cymbopogon annamensis (A.Camus) A.Camus
- Cymbopogon bhutanicus Noltie
- Cymbopogon bombycinus (R.Br.) Domin
- Cymbopogon caesius (Hook. & Arn.) Stapf
- Cymbopogon calcicola C.E.Hubb.
- Cymbopogon calciphilus Bor
- Cymbopogon cambogiensis (Balansa) E.G.Camus & A.Camus
- Cymbopogon citratus (DC.) Stapf — Челнобородник лимонный, или Западно-индийское лимонное сорго
- Cymbopogon clandestinus (Steud.) Stapf
- Cymbopogon coloratus (Hook.f.) Stapf
- Cymbopogon commutatus (Steud.) Stapf
- Cymbopogon densiflorus (Steud.) Stapf
- Cymbopogon dependens B.K.Simon
- Cymbopogon dieterlenii Stapf ex Schweick.
- Cymbopogon distans (Nees ex Steud.) W.Watson
- Cymbopogon exsertus (Hack.) A.Camus
- Cymbopogon flexuosus (Nees ex Steud.) W.Watson — Восточно-индийское лимонное сорго
- Cymbopogon gidarba (Buch.-Ham. ex Steud.) A.Camus
- Cymbopogon giganteus Chiov.
- Cymbopogon globosus Henrard
- Cymbopogon goeringii (Steud.) A.Camus
- Cymbopogon gratus Domin
- Cymbopogon jwarancusa (Jones) Schult.
- Cymbopogon khasianus (Hack.) Stapf ex Bor
- Cymbopogon mandalaiaensis Soenarko
- Cymbopogon marginatus (Steud.) Stapf ex Burtt-Davy
- Cymbopogon martini (Roxb.) W.Watson — Пальмороза, или Верблюжье сено
- Cymbopogon mekongensis A.Camus
- Cymbopogon microstachys (Hook.f.) Soenarko
- Cymbopogon microthecus (Hook.f.) A.Camus
- Cymbopogon minor B.S.Sun & R.Zhang ex S.M.Phillips & S.L.Chen
- Cymbopogon minutiflorus S.Dransf.
- Cymbopogon nardus (L.) Rendle — Цитронелла
- Cymbopogon nervatus (Hochst.) Chiov.
- Cymbopogon obtectus S.T.Blake
- Cymbopogon osmastonii R.Parker
- Cymbopogon pendulus (Nees ex Steud.) W.Watson
- Cymbopogon polyneuros (Steud.) Stapf
- Cymbopogon pospischilii (K.Schum.) C.E.Hubb.
- Cymbopogon procerus (R.Br.) Domin
- Cymbopogon pruinosus (Nees ex Steud.) Chiov.
- Cymbopogon queenslandicus S.T.Blake
- Cymbopogon quinhonensis (A.Camus) S.M.Phillips & S.L.Chen
- Cymbopogon rectus (Steud.) A.Camus
- Cymbopogon refractus (R.Br.) A.Camus
- Cymbopogon schoenanthus (L.) Spreng.
- Cymbopogon tortilis (J.Presl) A.Camus
- Cymbopogon traninhensis (A.Camus) Soenarko
- Cymbopogon tungmaiensis L.Liou
- Cymbopogon winterianus Jowitt ex Bor — Цимбопогон Винтера, или Цитронелла
- Cymbopogon xichangensis R.Zhang & B.S.Sun